# Joseph Taggart

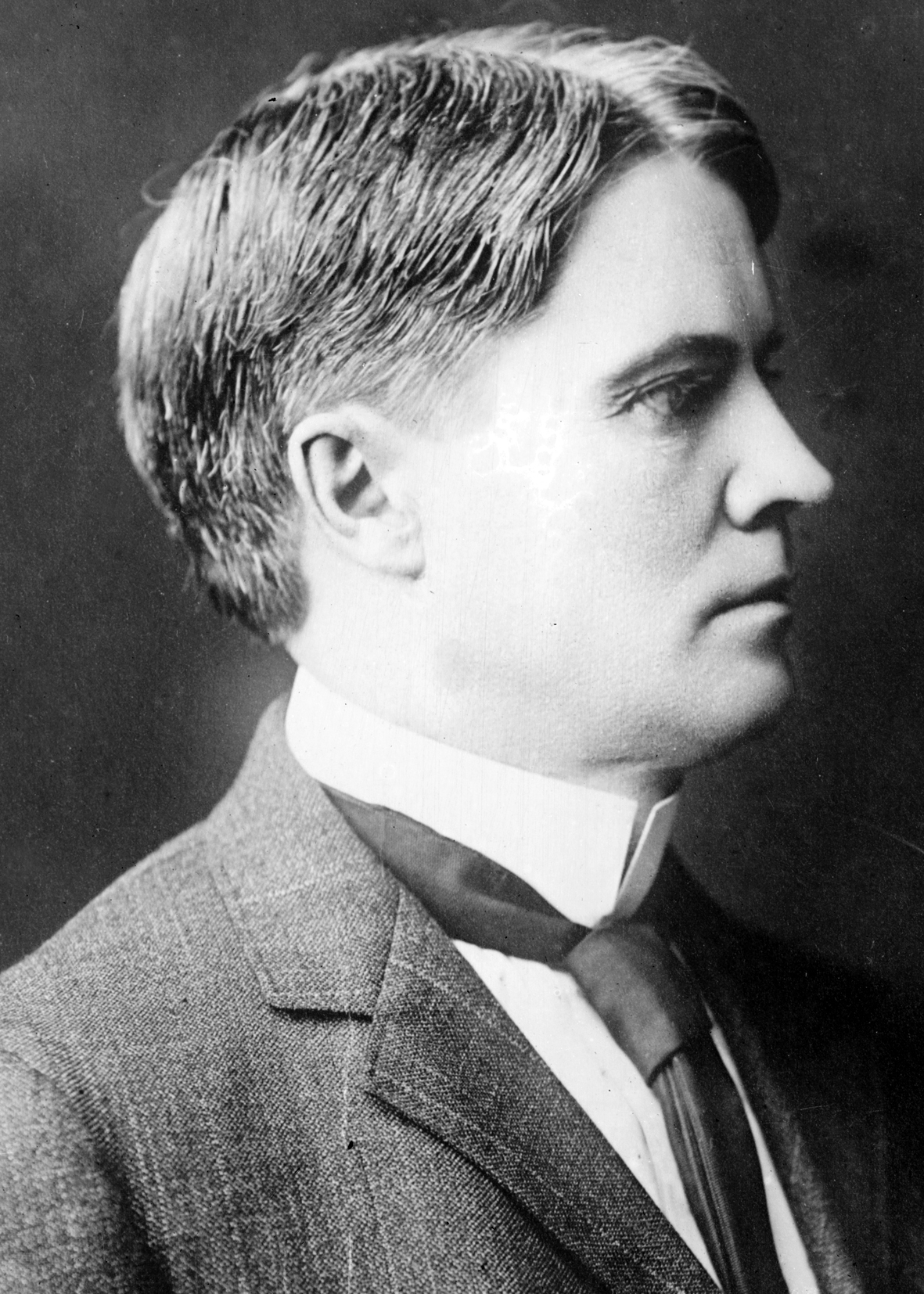
Joseph Taggart

Joseph Taggart (* 15. Juni 1867 bei Waukon, Iowa; † 3. Dezember 1938 in Wadsworth, Kansas) war ein US-amerikanischer Politiker. Zwischen 1911 und 1917 vertrat er den zweiten Wahlbezirk des Bundesstaates Kansas im US-Repräsentantenhaus.

## Werdegang
Joseph Taggart besuchte die öffentlichen Schulen seiner Heimat. Im Jahr 1885 zog er mit seinem Vater nach Salina in Kansas. Dort studierte er bis 1890 an der Salina Normal University. In den Jahren 1892 und 1893 arbeitete Taggart als Lehrer in dem Ort Bavaria. Nach einem Jurastudium und seiner im Jahr 1893 erfolgten Zulassung als Rechtsanwalt begann er in Salina in seinem neuen Beruf zu praktizieren. Im Jahr 1900 verlegte er seinen Wohnsitz nach Kansas City (Kansas). Zwischen 1907 und 1911 arbeitete er als Bezirksstaatsanwalt im Wyandotte County.
Taggart war Mitglied der Demokratischen Partei. Nach dem Tod des Kongressabgeordneten Alexander C. Mitchell wurde er bei der dadurch notwendig gewordenen Nachwahl im zweiten Distrikt von Kansas als dessen Nachfolger im US-Repräsentantenhaus in Washington, D.C. gewählt. Nachdem er bei den folgenden zwei regulären Kongresswahlen in seinem Mandat bestätigt wurde, konnte er zwischen dem 7. November 1911 und dem 3. März 1917 im Kongress verbleiben. Bei den Wahlen des Jahres 1916 unterlag er dem Republikaner Edward C. Little.
Während des Ersten Weltkrieges war Taggart Hauptmann in der US Army. Nach dem Krieg arbeitete er wieder als Rechtsanwalt in Kansas City. Im Jahr 1924 wurde er zum Richter des Court of Industrial Relations ernannt. Er starb am 3. Dezember 1938 in Wadsworth und wurde in Atchison beigesetzt.